# Tienshanosaurus
Tienshanosaurus chitaiensis
Genre
Espèce
Tienshanosaurus (signifiant « lézard des Monts Tian ») est un genre éteint de dinosaures de la famille des Mamenchisauridae du Jurassique supérieur. C'est un sauropode qui a vécu sur le territoire qui est aujourd'hui la Chine.

## Histoire
En septembre 1928, le professeur de géologie chinois Yuan Fu découvre les restes d'une trentaine de sauropodes adultes et de 3 juvéniles au Xinjiang. Ses découvertes, qui comprennent également un œuf fossilisé, sont envoyées à Pékin, où elles seront finalement intégrées à la collection de l'Institute of Vertebrate Paleontology and Paleoanthropology.
En 1937, le paléontologue Yang Zhongjian nomme l'espèce type et seule espèce Tienshanosaurus chitaiensis. Le nom générique suggéré par Yuan fait référence aux Monts Tian. Le nom spécifique se réfère au Qitai.
L'holotype, IVPP AS 40002-3, a été découvert près de Paikushan, Luanshantze, dans les grès de la formation géologique de Shishugou. Il a été daté de l'Oxfordien et est constitué d'éléments post-crâniens. Une bonne partie du squelette a été découverte, mais pas le crâne ni la mandibule. La taille du corps est estimée à 12 mètres. Il a été découvert dans le même niveau stratigraphique qu'un autre sauropode : Bellusaurus.

## Classification
En raison de la nature fragmentaire des restes, il n'est pas facile de classer Tienshanosaurus. D'abord classé dans les Helopodinae, il a changé régulièrement de groupe pour être associé successivement aux Astrodontidae, Euhelopodinae, Euhelopodidae, Brachiosauridae, Camarasauridae et, enfin, aux Mamenchisauridae.

## Conflits de noms
En 1991, Ralph Molnar (en) renomme Euhelopus zdanskyi en Tienshanosaurus zdanskyi, mais le changement n'a pas été accepté[réf. souhaitée].
En 1999, Valérie Martin-Rolland renomme T. chitaiensis en Euhelopus chitaiensis, mais sans succès non plus[source insuffisante].